# Naked (album, Talking Heads)
Naked je osmé a zároveň poslední studiové album americké novovlné hudební skupiny Talking Heads, vydané v roce 1988.

## Seznam skladeb
1. "Blind" – 4:58
2. "Mr. Jones" – 4:18
3. "Totally Nude" – 4:10
4. "Ruby Dear" – 3:48
5. "(Nothing But) Flowers" – 5:31
6. "The Democratic Circus" – 5:01
7. "The Facts of Life" – 6:25
8. "Mommy Daddy You and I" – 3:58
9. "Big Daddy" – 5:37
10. "Bill" – 3:21
11. "Cool Water" – 5:10

## Sestava
- David Byrne – zpěv, kytara, klávesy, piáno
- Chris Frantz – bicí, klávesové perkuse
- Jerry Harrison – piáno, klávesy, tamburína, kytara, doprovodný zpěv
- Tina Weymouth – baskytara, klávesy, elektrické varhany, doprovodný zpěv